# Parents à mi-temps : Chassés-croisés
Pour les articles homonymes, voir Parents à mi-temps et Chassé-croisé.
Pour plus de détails, voir Fiche technique et Distribution.
Parents à mi-temps : Chassés-croisés est un téléfilm français réalisé par Caroline Huppert et diffusé en 1999.
Ce téléfilm est une suite de Parents à mi-temps réalisée par Alain Tasma en 1995.

## Synopsis
Noémie a bien de la chance. Bien que séparés Alice et Paul, ses parents, ont décidé de cohabiter pour ne pas perturber son équilibre. Ils partagent donc leur ancien appartement en deux logements, où chacun, de son côté, vit avec son nouveau conjoint. La petite fille peut ainsi passer d'une partie de l'appartement à l'autre et voir son père ou sa mère selon ses envies. Mais cette situation ne convient pas à tout le monde, surtout pas à Inès et Patrick, les nouveaux conjoints. L'espiègle Noémie qui conserve l'espoir de remettre ses parents ensemble, va donc profiter de la situation pour tenter de semer la pagaille entre les couples.

## Fiche technique
- Réalisateur : Caroline Huppert
- Décors : Émile Ghigo	et Frédéric Karali (Décorateur de plateau))
- Costumes : Martine Rapin
- Photographie : Élisabeth Prouvost
- Montage : Aurique Delanoy
- Musique : Serge Franklin
- Production : Jean-François Lepetit
- Société(s) de production : Flach Film et TF1
- Format : Couleur
- Pays d'origine : France
- Genre : Comédie
- Durée : 95 minutes
- Date de première diffusion : 10 juin 1999 sur TF1

## Distribution
- Charlotte de Turckheim : Alice
- Robin Renucci : Paul
- Alicia Alonso : Inès
- Marie-Christine Adam
- Marc-Etienne Bardela
- Nadia Barentin : Mamie
- Emmanuelle Bataille
- Sophie Artur : Mme Saint-Georges
- Raoul Billerey : Papy
- Sybile Caro : Tina
- Anne-Sophie Deval : L'amie
- Claude Dray
- Michel Feder
- Manoëlle Gaillard
- François-Eric Gendron : Patrick
- Louis Kreitmann
- Antoine du Merle : Simon
- Françoise Pinkwasser
- Armonie Sanders : Lola
- Marie-France Santon
- Léopoldine Serre : Noémie